# Ivan Bebek
Ivan Bebek (Fiume, 1977. május 30. –) horvát nemzetközi labdarúgó-játékvezető. Egyéb foglalkozása közgazdász.

## Pályafutása

### Nemzeti játékvezetés
Édesapja javaslatára nagyon korán végezte el a játékvezetői tanfolyamot, majd különböző labdarúgó osztályokban szerezte meg a szükséges tapasztalatokat.  Tudatosan készült játékvezetőnek, 2000-ben, 23 évesen, apai segítséggel – édesapja akkor a horvát JB vezetője volt – lehetett a legmagasabb osztály játékvezetőinek tagja.

### Nemzetközi játékvezetés
A Horvát labdarúgó-szövetség Játékvezető Bizottsága (JB) terjesztette fel nemzetközi játékvezetőnek, a Nemzetközi Labdarúgó-szövetség (FIFA) 2003-tól tartotta nyilván bírói keretében. Több válogatott és nemzetközi klubmérkőzést vezetett, vagy működő társának 4. bíróként segített. A horvát nemzetközi játékvezetők rangsorában, a világbajnokság-Európa-bajnokság sorrendjében az első helyet foglalja el 12 találkozó szolgálatával (2014).

#### Labdarúgó-világbajnokság

##### U17-es labdarúgó-világbajnokság
Dél-Korea rendezte a 2007-es U17-es labdarúgó-világbajnokságot, ahol a FIFA JB hivatalnokként alkalmazta.

###### 2007-es U17-es labdarúgó-világbajnokság
| Időpont             | Helyszín                   | Mérkőzés típusa             | Mérkőzés         | Eredmény | Nézők száma |
| ------------------- | -------------------------- | --------------------------- | ---------------- | -------- | ----------- |
| 2007. augusztus 18. | Civil Stadion, Szuwon      | csoportmérkőzés (A csoport) | Dél-Korea–Peru   | 0 : 1    | 27 112      |
| 2007. augusztus 22. | Városi Stadion, Gwang-Yang | csoportmérkőzés (D csoport) | Japán–Nigéria    | 0 : 3    | 4 500       |
| 2007. augusztus 24. | Központi Stadion, Goyang   | csoportmérkőzés (B csoport) | Anglia–Brazília  | 2 : 1    | 9 600       |
| 2007. augusztus 30. | Városi Stadion, Gwang-Yang | egyik nyolcaddöntő          | Nigéria–Kolumbia | 2 : 1    | 4 500       |

---

##### U20-as labdarúgó-világbajnokság
2009-ben Egyiptom rendezte a 2009-es U20-as labdarúgó-világbajnokságot, ahol a FIFA JB bíróként igényelte szolgáltatását.

###### 2009-es U20-as labdarúgó-világbajnokság
| Időpont              | Helyszín                    | Mérkőzés típusa             | Mérkőzés                           | Eredmény | Nézők száma |
| -------------------- | --------------------------- | --------------------------- | ---------------------------------- | -------- | ----------- |
| 2009. szeptember 28. | Nemzetközi Stadion, Kairó   | csoportmérkőzés (A csoport) | Egyiptom–Paraguay                  | 1 : 2    | 57 164      |
| 2009. október 2.     | Központi Stadion, Iszmailia | csoportmérkőzés (D csoport) | Uruguay–Ghána                      | 2 : 2    | 11 000      |
| 2009. október 10.    | Nemzetközi Stadion, Kairó   | egyik negyeddöntő           | Egyesült Arab Emírségek–Costa Rica | 1 : 2    | 32 935      |

---
2008-ban a FIFA bejelentette, hogy a Dél-afrikai rendezésű labdarúgó-világbajnokság lehetséges játékvezetők átmeneti listájára jelölte. Keretszűkítés után már nem volt tagja a csoportnak.
A világbajnoki döntőkhöz vezető úton Dél-Afrikába a XIX., a 2010-es labdarúgó-világbajnokságra valamint Brazíliába a XX., a 2014-es labdarúgó-világbajnokságra a FIFA JB játékvezetőként alkalmazta.

##### 2010-es labdarúgó-világbajnokság

###### Selejtező mérkőzés
| Időpont              | Helyszín                      | Mérkőzés típusa           | Mérkőzés                  | Eredmény | Nézők száma |
| -------------------- | ----------------------------- | ------------------------- | ------------------------- | -------- | ----------- |
| 2008. szeptember 10. | Windsor Park Stadion, Belfast | előselejtező (3. csoport) | Észak-Írország–Csehország | 0 : 0    | 12 882      |
| 2009. március 28.    | Croke Park Stadion, Dublin    | előselejtező (8. csoport) | Írország–Bulgária         | 1 : 1    | 60 000      |
| 2009. szeptember 5.  | Nemzeti Stadion, Saint-Denis  | előselejtező (7. csoport) | Franciaország–Románia     | 1 : 1    | 78 209      |

##### 2014-es labdarúgó-világbajnokság

###### Selejtező mérkőzés
| Időpont             | Helyszín                     | Mérkőzés típusa           | Mérkőzés                 | Eredmény | Nézők száma |
| ------------------- | ---------------------------- | ------------------------- | ------------------------ | -------- | ----------- |
| 2012. szeptember 7. | Skonto Stadion, Riga         | előselejtező (G. csoport) | Lettország–Görögország   | 1 – 2    | 7956        |
| 2013..március 22    | Stade de France, Saint-Denis | előselejtező (I. csoport) | Franciaország–Grúzia     | 3 – 1    | 71 147      |
| 2013. szeptember 6. | Olimpiai Stadion, Helsinki   | előselejtező (I csoport)  | Finnország–Spanyolország | 0 – 2    | 37 492      |
| 2013. október 15.   | GSP Stadion, Nicosia         | előselejtező (E. csoport) | Ciprus–Albánia           | 0 – 0    | 37 492      |

#### Labdarúgó-Európa-bajnokság
Izrael rendezte a 19., a 2013-as U21-es labdarúgó-Európa-bajnokságot, ahol az UEFA JB bíróként foglalkoztatta.

##### 2013-as U21-es labdarúgó-Európa-bajnokság
| Időpont          | Helyszín                     | Mérkőzés típusa              | Mérkőzés              | Eredmény | Nézők száma |
| ---------------- | ---------------------------- | ---------------------------- | --------------------- | -------- | ----------- |
| 2013. június 6.  | Teddy Stadion, Petah Tikva   | csoportmérkőzés (B. csoport) | Hollandia–Németország | 3 – 2    | 10 248      |
| 2013. június 11. | Bloomfield Stadion, Tel-Aviv | csoportmérkőzés (A. csoport) | Norvégia–Olaszország  | 1 – 1    | 7130        |

---
Az európai-labdarúgó torna döntőjéhez vezető úton Ausztriába és Svájcba a XIII., a 2008-as labdarúgó-Európa-bajnokságra és Ukrajnába, Lengyelországba a XIV., a 2012-es labdarúgó-Európa-bajnokságra, valamint Franciaországba a XV., a 2016-os labdarúgó-Európa-bajnokságra az UEFA JB játékvezetőként foglalkoztatta. 2008-ban a torna döntő találkozóinál tartalékkén, negyedik játékvezetőként alkalmazták.

##### 2008-as labdarúgó-Európa-bajnokság

###### Selejtező mérkőzés
| Időpont           | Helyszín                              | Mérkőzés típusa          | Mérkőzés                | Eredmény | Nézők száma |
| ----------------- | ------------------------------------- | ------------------------ | ----------------------- | -------- | ----------- |
| 2007. március 28. | U Nisy Stadion, Liberec               | előselejtező (D csoport) | Csehország–Ciprus       | 1 : 0    | 9 310       |
| 2007. október 13. | Tofik Bahramov-Republic Stadion, Baku | előselejtező (A csoport) | Azerbajdzsán–Portugália | 0 : 2    | 30 000      |

##### 2012-es labdarúgó-Európa-bajnokság

###### Selejtező mérkőzés
| Időpont             | Helyszín                 | Mérkőzés típusa          | Mérkőzés             | Eredmény | Nézők száma |
| ------------------- | ------------------------ | ------------------------ | -------------------- | -------- | ----------- |
| 2010. október 8.    | Synot Tip Stadion, Prága | előselejtező (I csoport) | Csehország–Skócia    | 1 : 0    | 19 000      |
| 2011. szeptember 6. | Zimbru Stadion, Chișinău | előselejtező (E csoport) | Moldova–Magyarország | 0 : 2    | 11 000      |

##### 2016-os labdarúgó-Európa-bajnokság

###### Selejtező mérkőzés
| Időpont             | Helyszín                    | Mérkőzés típusa           | Mérkőzés           | Eredmény | Nézők száma |
| ------------------- | --------------------------- | ------------------------- | ------------------ | -------- | ----------- |
| 2014. szeptember 9. | Laugardalsvöllur, Reykjavík | előselejtező (A. csoport) | Izland–Törökország | 3 – 0    | 8811        |